# European Poker Tour Saison 3
Résultats de la saison 3 de l'European Poker Tour (EPT).

## Résultats
| Saison | Date        | Lieu              | Vainqueur         | Prix          | Finaliste            | Table finale                                                                                                |
| ------ | ----------- | ----------------- | ----------------- | ------------- | -------------------- | --- |
| 3      | 16-Sep-2006 | Barcelone EPT 3   | Bjorn-Erik Glenne | 691 000 €     | Phil Ivey            | - David Gregory - David Daneshgar - Joakim Geigert - Jeff Lisandro - Jon Dull - Robin Keston                |
| 3      | 24-Sep-2006 | Londres EPT 3     | Victoria Coren    | 500 000 £     | Emad Tahtouh         | - Jan Olav Sjavik - Michael Muldoon - Chad Brown - Jules Kuusik - Peter Hedlund - Sid Harris                |
| 3      | 10-Oct-2006 | Baden EPT 3       | Thang Duc Nguyen  | 487 397 €     | Ben C. Johnson       | - Dario Minieri - Daniel Dodet - Sasa Biorac - Rodion Cherednichenko - Jonas Molander - Peter Eichhardt     |
| 3      | 29-Oct-2006 | Dublin EPT 3      | Roland de Wolfe   | 554 300 €     | David Tavernier      | - William Thorson - Gavin Simms - George McKeever - Robert Yong - Nick Slade - Patrick Bueno                |
| 3      | 20-Jan-2007 | Copenhague EPT 3  | Magnus Petersson  | 4 078 080 DKr | Bertrand Grospellier | - Richard Toth - Theo Jorgensen - Samir Shakhtoor - Alexandre Poulain - Thomas Holm - Anders Wijk           |
| 3      | 11-Mar-2007 | Dortmund EPT 3    | Andreas Hoivoid   | 672 000 €     | Cristiano Blanco     | - Sebastian Ruthenberg - Gunnar Rabe - Jacob Rasmussen - Erik Lindberg - Nicolas Levi - Thomas Fougeron     |
| 3      | 17-Mar-2007 | Varsovie EPT 3    | Peter Jespen      | 426 579 €     | Farid Meraghni       | - John Conroy - Marius Thorbergsen - Katja Thater - Andrew O'Flaherty - Patric Martensson - Fredrik Hostrup |
| 3      | 2-Avr-2007  | Monte-Carlo EPT 3 | Gavin Griffin     | 1 825 010 €   | Marc Karam           | - Søren Dongsgaard - Kristian Kjondal - Josh Prager - Steve Jelinek - Andrew Black - Ram Vaswani            |